# Restes prehistòriques des Cap Blanc - Cisterna Nova
Les restes prehistòriques des Cap Blanc - Cisterna Nova és un jaciment arqueològic situat prop de les cases de la possessió d'Es Cap Blanc del municipi de Llucmajor, Mallorca. S'hi ha trobat ceràmica romana i islàmica en superfície al mig d'una tanca.